# Стационе ди Мандаторичо (Козенца)
Стационе ди Мандаторичо је насеље у Италији у округу Козенца, региону Калабрија.
Према процени из 2011. у насељу је живело 311 становника. Насеље се налази на надморској висини од 18 м.